# IC 83
IC 83 ist eine Spiralgalaxie vom Hubble-Typ SABab im Sternbild Walfisch südlich der Ekliptik. Sie ist schätzungsweise 600 Millionen Lichtjahre von der Milchstraße entfernt und hat einen Durchmesser von etwa 120.000 Lichtjahren.
Im selben Himmelsareal befinden sich u. a. die Galaxien NGC 428, NGC 435, IC 84, IC 1629.
Das Objekt wurde am 5. November 1891 vom französischen Astronomen Stéphane Javelle entdeckt.